# Pieczyska (powiat makowski)
Pieczyska – wieś w Polsce położona w województwie mazowieckim, w powiecie makowskim, w gminie Krasnosielc.
| SIMC    | Nazwa           | Rodzaj    |
| ------- | --------------- | --------- |
| 0512007 | Pieczyska Dolne | część wsi |
| 0512013 | Pieczyska Górne | część wsi |

W latach 1975–1998 miejscowość należała administracyjnie do województwa ostrołęckiego.
Wierni Kościoła rzymskokatolickiego należą do parafii Nawiedzenia Najświętszej Maryi Panny w Amelinie.